# Tarjei Vesaas
Tarjei Vesaas (Vinje, 20 agosto 1897 – Oslo, 15 marzo 1970) è stato uno scrittore norvegese.

## Biografia
Fu un autore molto prolifico, le opere si collocano su un arco temporale che va dal 1923 al 1970. Agli esordi segue il modello neoromantico sulla scia di Knut Hamsun e Selma Lagerlöf, successivamente si specializza nei romanzi di tipo simbolico.
Oltre a romanzi e racconti, scrive anche drammi, radiodrammi e raccolte di novelle.
Ha ricevuto il Premio del Consiglio Nordico per la Letteratura nel 1964 per il romanzo Is-slottet, il Premio Venezia per I venti (Vindane in norvegese). È stato nominato in tre diverse occasioni (1964, 1968 e 1969) per il Premio Nobel per la letteratura.

## Opere
- Menneskebonn (1923)
- Dei svarte hestane (1928)
- Det store spelet (1934)
- Kvinner ropar heim(1935)
- Kimen (1940)
- Huset i mørkret (1945)
- Bleikeplassen (1946)
- Signalet (1950)
- Vindane (1953)
- Fuglane  (1957)
- Is-slottet (1963)
- Liv ved straumen (1970)

In italiano
- Gli uccelli ("Fuglane", 1957, trad. it. Silvia Epifani de Cesaris, 1990), Iperborea (ISBN 88-7091-015-6)
- Il castello di ghiaccio ("Is-slottet", 1963, trad. it. Irene Peroni, 2001), Iperborea (ISBN 88-7091-094-6)
- Il cavaliere selvaggio e altri racconti, Rizzoli, 1954

## Nella cultura popolare
Una poesia di Vesaas è presente nella famosa webserie norvegese Skam. Si tratta di "Kvart et menneske er en øy" che si può tradurre con "Ogni uomo è un'isola".